# 军事思想
军事思想是关于战争问题的理性总结，並对古今中外军事经验的总结、提升，有明显的时代性和继承性。軍事思想會隨當時的武器、科技、武裝力量的體制等範疇而不停變化。同時，新的軍事思想會牽引武裝力量和戰爭的發展，令武裝力量可以適應不同的軍事需求。例如，20世紀末出現的「不接觸戰爭」、「零傷亡戰爭」等，都是軍事思想帶領軍事武器向新的方向發展。

## 古代

### 孙子
1. 慎战论：“兵者，国之大事”
2. 速胜论：“兵闻拙速，未睹巧之久也”
3. 知胜论：“ 知己知彼，百战不殆”及用间，多算。
4. 谋划，求势，尚诡论：“不战而屈人之兵”“上兵伐谋”，“善战者，求之于势，而不责于人”“兵者，诡道也”
5. 间接战略：“以迂为直，以患为利”
6. 主动权，灵活性：“致人而不致于人”
7. 将有五德，五危，二事，三不从。

### 姜太公
吕尚又称姜子牙。著有兵书《六韬》。

## 近代
第二次世界大戰以後，和平發展、避免再受世界大戰的浩劫成為近代軍事思想主要環繞的方向。不過，國際戰略局勢的變化未能完全消除因強權、民族矛盾等問題而引起的局部戰爭和武裝衝突。以下是一些著名軍事思想家提出的思想：

### 马汉
- 海權論

### 毛泽东
- 十大军事原则

毛泽东十大军事原则是毛泽东提出的一套军事斗争原则。1947年12月25日，于陕北米脂县杨家沟召开的会议（史称十二月会议）上，毛泽东在名为《目前形势和我们的任务》的报告中首次提出。这十个原则是：
1.先打分散和孤立之敌，后打集中和强大之敌。
2.先取小城市、中等城市和广大乡村，后取大城市。
3.以歼灭敌人有生力量为主要目标，不以保守或夺取城市和地方为主要目标，保守或夺取城市和地方，是歼灭敌人有生力量的结果。
4.集中绝对优势兵力，四面包围敌人力求全歼，给敌人歼灭性的打击。
5.不打无准备之仗，不打无把握之仗，每战都应力求有准备，力求在敌我条件对比下有胜利的把握。
6.发扬勇敢战斗、不怕牺牲、不怕疲劳和连续作战的作风。
7.力求在运动中歼灭敌人。同时，注重阵地攻击战术，夺取敌人的据点和城市。
8.在攻城问题上，一切敌人守备薄弱的据点和城市，坚决夺取之。一切敌人有中等程度的守备、而环境又许可加以夺取的据点和城市，相机夺取之。一切敌人守备强固的据点和城市，则等候条件成熟时然后夺取之。
9.以俘获敌人的全部武器和大部人员，补充自己。我军人力物力的来源，主要在前线。
10.善于利用两个战役之间的间隙，休息和整训部队。休整的时间，一般地不要过长，尽可能不使敌人获得喘息的时间。